# فرن ناوارو
فرن ناوارو (انگلیسی: Fran Navarro؛ زادهٔ ۳ فوریهٔ ۱۹۹۸) بازیکن فوتبال اهل اسپانیا است.
از باشگاه‌هایی که در آن بازی کرده‌است می‌توان به باشگاه فوتبال لوکرن اوست والاندرن اشاره کرد.
وی همچنین در تیم‌های ملی فوتبال زیر ۱۶ سال اسپانیا، زیر ۱۷ سال اسپانیا، زیر ۱۸ سال اسپانیا، زیر ۱۹ سال اسپانیا، و زیر ۲۰ سال اسپانیا بازی کرده‌است.